# Ruesga
Ruesga (spanskt uttal: [ˈrwesɣa]) är en kommun i den autonoma regionen Kantabrien i norra Spanien. Kommunen har 829 invånare (2024), på en yta av 87,59 km². Kommunens centralort är Riva. Genom Ruesga rinner floden Asón.

## Orter
Orter (núcleos) i kommunen Ruesga (inom parentes invånarantal 1 januari 2023):

- Mentera Barruelo (47)
- Ogarrio (141)
- Riva (115)
- Valle (144)

I kommunen finns även orterna Calseca och Matienzo.